# オーストラリア等級審査委員会
オーストラリア等級審査委員会（オーストラリアとうきゅうしんさいいんかい、Australian Classification Board）は、オーストラリア政府が設置している映像倫理審査機関。「有害情報からの青少年保護」を目的に、映画およびコンピュータゲームの倫理審査を実施している。略称・ACB。
2006年までは隣国・ニュージーランドに在る組織と同じ「フィルム・文献分類管理局」（Office of Film and Literature Classification、OFLC）の名称であった。

## 概要
オーストラリア・ニュージーランドの両国は商圏が共通しているため、レイティングの区切りに若干の差違はあるが、ACBのレイティングは個別に発禁指定を行う場合を除き、ニュージーランドのOFLCでも大半がそのまま反映される。
審査基準は日本のコンピュータエンターテインメントレーティング機構（CERO）などの倫理審査機関と比較しても非常に厳しく、特に『ポスタル』などのタイトルは一方、あるいは両方の国内での発売そのものが禁じられているほか、『Left 4 Dead 2』のように両国内での発売のために修正を余儀なくされたタイトルもある。
こうしたオーストラリア側の厳しい規制に対しては、ユーザーだけでなくゲームメーカーやゲーム関連の団体からも批判が続出したため、最近では規制を緩める動きが出ており、強い暴力表現を含むタイトルが無修正で「MA15+（15歳以上のみ）」のレイティングを受ける事例が増加している。また、現行では映像のみの適用となっている「R18+（18歳以上のみ）」レイティングのゲームへの適用に関する議論がオーストラリア国内で本格化している。

## ACBのレイティング表示
- ゲーム・映像共通の表示
  -  E (Exempt from Classification) - 灰色：映倫のG・CERO：教育・データベースまたはCERO：A（全年齢対象）・ESRBの「eC」（Early Childhood）または「E」（Everyone）・USKの「0」に相当。
  -  G (General) - 緑：全年齢対象に相当。暴力・言語表現は皆無か、または低く抑えられている。映倫のG・CERO：教育・データベースまたはCERO：A（全年齢対象）・ESRBの「eC」（Early Childhood）または「E」（Everyone）・USKの「0」または「6」に相当。
  -  PG (Parental Guidance) - 黄色：GとMの中間に相当。2004年までは「G8+」という表示であった。映倫のGまたはPG12・CERO：A（全年齢対象）またはCERO：B（12才以上対象）・ESRBの「E」（Everyone）または「E10+」（Everyone 10+）・USKの「6」に相当。
  -  M (Mature) - 青：暴力や言語等の描写はあり、何かの暗示物が含まれている可能性がある場合。2004年までは「M15+」と言う表示だった。15歳未満への提供は「非推薦」としているが、禁止（Restricted）はしていない。映倫のPG12またはR15+・CERO：B（12才以上対象）またはCERO：C（15才以上対象）・ESRBの「T」（Teen）・USKの「12」に相当。
  -  MA15+ (Mature Audiences) - 赤：15歳以上のみ対象。MA15+とR18+とX18+は「RESTRICTED」（制限つき）が併記され、連邦格付法により指定年齢に達しない児童への販売・譲渡・貸与・映写が禁止されている。映倫のR15+・CERO：C（15才以上対象）またはCERO：D（17才以上対象）・ESRBの「T」（Teen）または「M」（Mature 17+）・USKの「16」に相当。特に激しい暴力表現を含むものはテレビ放映時に限りかつてAV15+ (Adult Violence、紫)と独立してレイティングされていたが、2015年にMA15+に統合される形で廃止された。
  -  RC (Refused Classification) - 白：審査拒否。これに該当した場合、オーストラリア国内での上映や販売そのものが禁止される。映倫のR18+・CERO：Z（18才以上のみ対象）・ESRBの「M」（Mature 17+）または「AO」（Adults Only 18+）・USKの「18」に相当。
  -  CTC (Check the Classification) - 橙：分類されていない映画やコンピュータゲームのメッセージ 映画やコンピュータゲームは、広告のために評価され、承認されています。CEROの「審査予定」・ESRBの「RP」（Rating Pending）・USKの「Einstufung ausstehend」（審査予定）に相当。
- 映像のみに適用される表示
  -  R18+ (Restricted)/  X18+ (Restricted) - 黒：成人指定。18歳以上のみ対象。強い暴力表現や間接的な性表現が多い場合はR18+、露骨な性表現がある場合はX18+に分類される。映倫のR18+に相当。